# Prunet (Cantal)
Prunet település Franciaországban, Cantal megyében. Lakosainak száma 686 fő (2022. január 1.). Prunet Arpajon-sur-Cère, Labrousse, Ladinhac, Lafeuillade-en-Vézie, Leucamp, Roannes-Saint-Mary és Teissières-lès-Bouliès községekkel határos.

## Népesség
A település népességének változása:
| Lakosok száma | 462  | 445  | 505  | 504  | 626  | 650  | 677  | 685  | 685  | 686  |
|               | 1968 | 1982 | 1990 | 2006 | 2013 | 2015 | 2017 | 2019 | 2020 | 2022 |